# Bristol Bay
Bristol Bay (Central Yupik: Iilgayaq, russisk: Залив Бристольский) er den østligste arm af Beringshavet, ved 57° til 59° nordlig 157° til 162° vest i Southwest Alaska. Bristol Bay er 400 km lang og 290 km bred ved udmundingen. En række floder løber ud i bugten, herunder Cinder, Egegik, Igushik, Kvichak, Meshik, Nushagak, Naknek, Togiak, og Ugashik.
De øvre dele af Bristol Bay oplever nogle af de højeste tidevandsforskelle i verden. Nushagak Bay nær Dillingham og en anden nær Naknek i Kvichak Bay har tidevandsekstremer på over 10 m, hvilket rangerer dem — og området — som det ottende højeste i verden. Sammen med det ekstreme antal sandbanker og lavvandede områder gør det navigation besværlig, især under områdets ofte stærke vinde. Som den laveste del af Beringshavet er Bristol Bay en af de farligste regioner for store fartøjer.

## Historie
I oldtiden var meget af Bristol Bay tør og dyrkbar, sammen med meget af Beringshavets landbro. For nylig gav dens nærhed til mineral-, dyre- og skaldyrsrigdomme et incitament til menneskelig beboelse langs kystlinjen. Tidlig russisk og engelsk udforskning medførte de fleste af de ikke-indfødte påvirkninger af området. Under sin rejse gennem området i 1778 navngav den berømte britiske opdagelsesrejsende kaptajn James Cook området "til ære for Admiral Earl af Bristol " i England.

### Tidlige bosættelser
Efter at have etableret nogle midlertidige bosættelser i slutningen af 1790'erne, udsendte det Russisk-Amerikanske Kompagni ekspeditioner for at dokumentere kysten og nærliggende indre områder af Bristol Bay. En af disse kortlagde området mellem Kuskokwim- og Nushagak-floderne. Den oprindelige eskimo-landsby ved Naknek gennemgik forskellige navne som optegnet af russerne, efter de ankom til området i 1819 (1821-"Naugeik"; 1880- "Kinuyak"; og endelig Naknek som navngivet af den russiske flådekaptajn Tebenkov). Senere, i 1819, tegnede en Aleut ved navn Andrei Ustiugov de første intensive kort over Bristol Bay. Derudover udførte skibe fra den russiske flåde omfattende undersøgelser af Beringhavets kystlinje ind i midten af det 19. århundrede, og navngav mange af de geografiske træk, der almindeligvis bruges i dag: Capes Constantine, Chichagof, Menshikof og Greig, Mount Veniaminof og Pavlof, Becharof Lake, osv. I 1883 var det første laksekonservesfabrik åbent i Bristol Bay”
Indflydelsen fra Katmai-vulkaneksplosionen i 1912 og influenzaepidemien i 1919 decimerede Naknek-befolkningen og området. Ifølge mundtlig historie var der kun omkring tre oprindelige familier tilbage på det tidspunkt.

## Bebyggelser
De tre største samfund i Bristol Bay-området er Dillingham, King Salmon og Naknek. Derudover er der en lang række mindre bebyggelser langs kysten og floderne.
Alle disse samfund er primært beboet af indfødte i Alaska, undtagen Dillingham og King Salmon; førstnævnte blev tidligt påvirket af hvide laksekonservesfabrikanter af europæisk afstamning, og sidstnævnte var stærkt befolket af militært personel, primært under den kolde krig, på den nærliggende "King Salmon Air Force Station" og senere af besøgende og ansatte i den nærliggende Katmai National Park.

## Erhverv
Bristol Bay er hjemsted for verdens mest rigelige fiskeri af rødlaks (Oncorhynchus nerka, også kendt som Sockeye), og andre arter af stillehavslaks. På internationalt plan er sockeye laks en relativt sjælden art. Ligesom andre vilde laksearter svinger sockeyefangsten, men de udgør 4 til 7 procent af den globale lakseproduktion og 13 til 20 procent af de lokale laksefangster.

### Fiskeindustri
Større industrier er kommercielt fiskeri og de tilhørende konservesfabrikker,
Bristol Bay er en fjern del af Alaska, men her er et stort antal konservesfabrikker, der bevarer friskheden af laksen, som renses og behandles på stedet. Disse virksomheder har etableret sig i Bristol Bay.

### Sportsfiskeri,jagtogturisme
Antallet af erhvervslodges, jagt- og fiskeresorts og besøgende til den nærliggende Katmai National Park og Preserve er vokset eksponentielt i de seneste år. Sportsfiskeri er en anden vigtig lokal industri. Mange hytter henvender sig til sportsfiskere rettet mod lakse- og ørredbestanden i ferskvandsbifloderne. Ferskvandsarter omfatter pukkelhvidfisk (Coregonus pidschianpp), Dolly Varden-ørred (Salvelinus malma) og regnbueørred (Oncorhynchus mykiss).

### Olie og mineraludvinding
Området har også oplevet betydelig interesse for olie- og mineraludvikling, især med den foreslåede småstensmine på nordkysten af Iliamna-søen og auktionering af koncessioner til områder i det sydlige Bristol Bay-område kendt som North Aleutians Basin, et område, som har været lukket for offshore olie- og gasudvikling siden et moratorium i 1998.